# Därligen
Därligen és un municipi del cantó de Berna (Suïssa), situat districte d'Interlaken.